# Tel Aviv
Tel Aviv (Hebreeuws: תל אביב) of Tel Aviv-Jaffa is een stad in de centrale kuststreek van Israël aan de Middellandse Zee. Het ligt in het Tel Avivdistrict. De naam betekent 'Lenteheuvel'. Tel Aviv is met 460.000 inwoners (3.850.000 totaal in de agglomeratie) de op een na dichtst bevolkte stad van Israël, na Jeruzalem met 849.780 inwoners, en voor Haifa (265.800) en Risjon Letsion (225.000).

## Geschiedenis

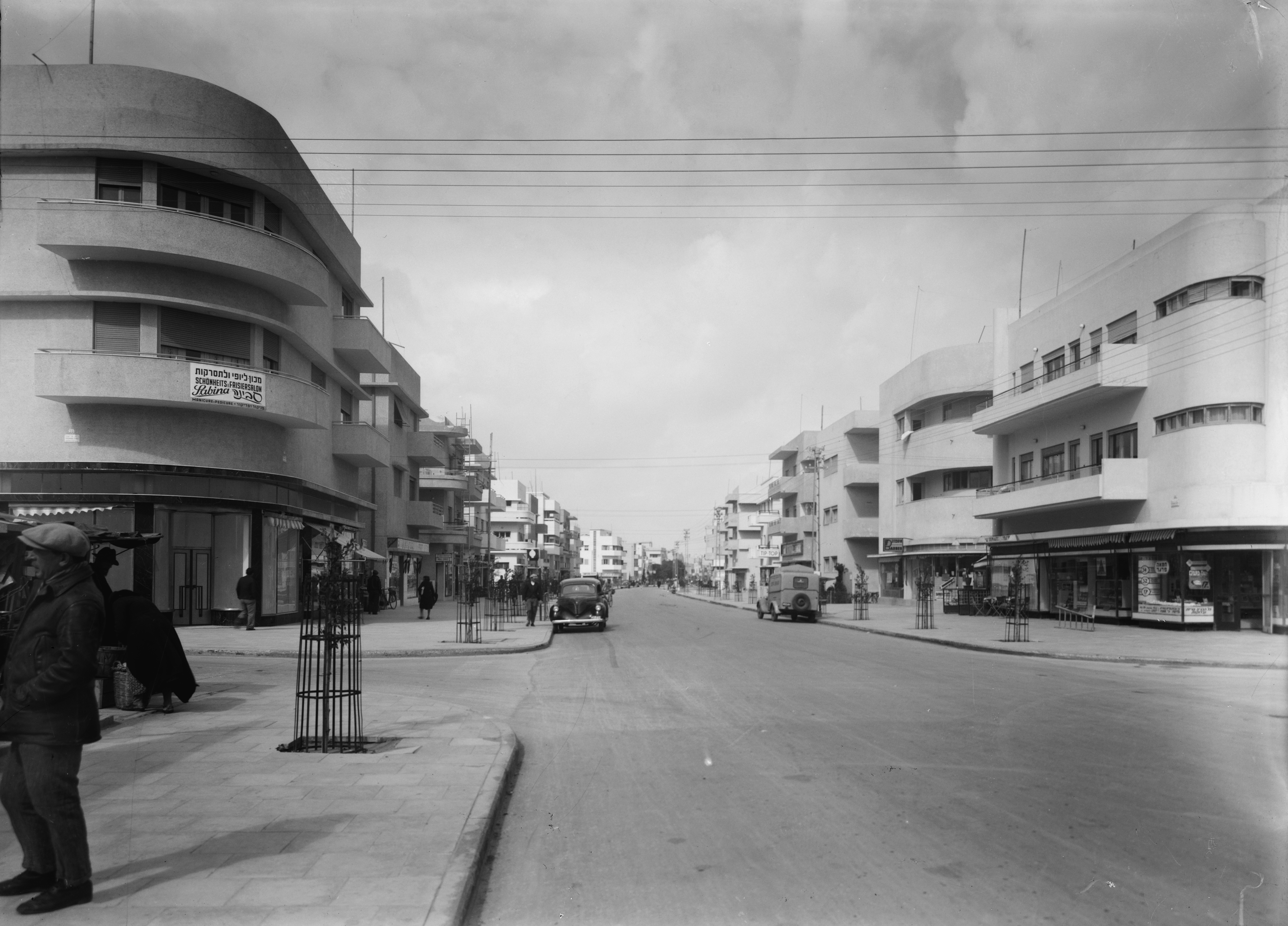
Dizengoffstraat in de jaren 1930

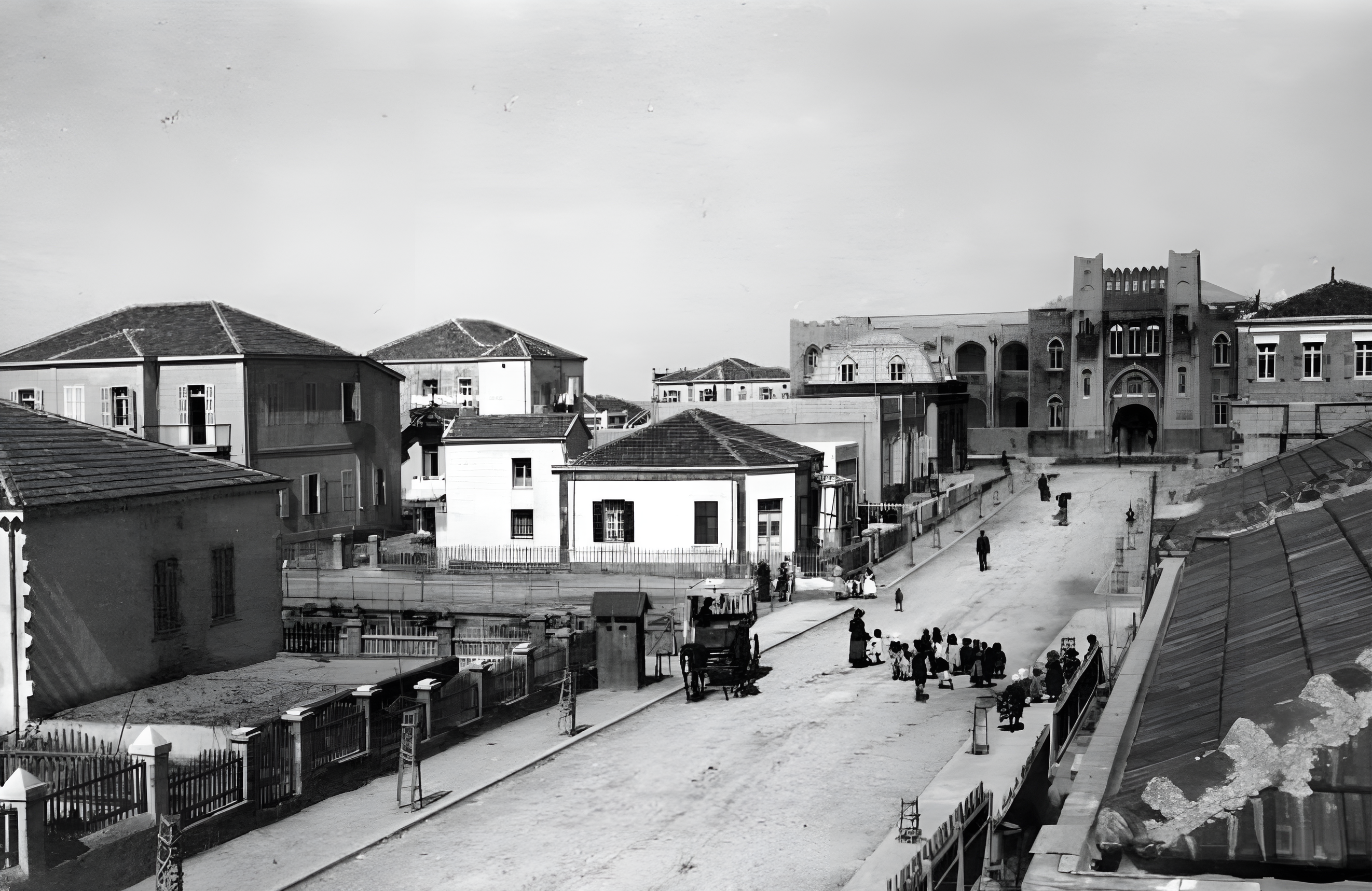
Herzlstraat en het Herzliya Gymnasium, jaren 1940

Tel Aviv is begonnen als een nederzetting ten noorden van Jaffa. Tijdens de eerste immigratiegolf van Russische Joden in 1887, werd ten noordoosten van het oude Arabische havenstadje Jaffa de wijk Neve Zedek gebouwd. Neve Zedek werd modern opgezet, met straten die van noord naar zuid en van west naar oost liepen. In de daarop volgende jaren werden meer wijken gebouwd.
In 1908 werd de wijk Achuzat Bait ontworpen. Deze wijk zou het voorbeeld moeten zijn voor een tuinstad: mooie, goede huizen met elk een tuin, een groot park in het midden van de buurt, en midden in dat park alle openbare gebouwen. De stedenbouwkundige Wilhelm Stiassny maakte het ontwerp, dat werd uitgewerkt door Joodse bouwmaatschappijen. In 1910 werden de eerste wijken Tel Aviv gedoopt, naar de Hebreeuwse vertaling van het manifest Altneuland van Theodor Herzl. Het inwonersaantal lag in 1910 op honderd.
Tel Aviv was een stedenbouwkundig succes, en de bevolking groeide gestaag. Na de Eerste Wereldoorlog was er weer een immigratiegolf. Veel Europese architecten kwamen naar het Mandaatgebied Palestina. In 1925 werd het Technion geopend, de technische universiteit in Haifa. Met name in de jaren 30 ontwierpen geïmmigreerde en aan het Technion afgestudeerde architecten veel huizen en kantoren in Tel Aviv. De huizen werden gebouwd zonder tierelantijnen, met bouwkundige aanpassingen om de hitte buiten te houden en veelal in de stijl van het 'nieuwe bouwen'. Tel Aviv is qua architectuur van de jaren 30 het grootste openluchtmuseum ter wereld. Sinds 2003 staat De witte stad, zoals deze genoemd wordt, op de werelderfgoedlijst van UNESCO.
Waar nu een parkeerplaats is naast het Sheraton-hotel stond een typisch vroeg Tell-Aviviaans jaren-20 gebouw het Rode Huis/the Red House. Eerst was hier het hoofdkantoor van de plaatselijke Raad van Arbeiders (Workers' Council). Tegen eind 1947 werd hier het hoofdkwartier van de Haganah gevestigd, de belangrijkste zionistische ondergrondse militie in Palestina. Op 10 maart 1948 werd hier over het lot van de Palestijns-Arabische bevolking van Palestina beslist.
In de nacht van 14 op 15 mei 1948 werd in Tel Aviv door de Joodse leiders onder leiding van David Ben-Goerion de onafhankelijke staat Israël uitgeroepen. Tijdens de oorlog die hierna volgde is het één jaar de hoofdstad van Israël en de vergaderplaats van Israëls tijdelijke parlement geweest, totdat na de oorlog Jeruzalem (in feite West-Jeruzalem) in 1949 werd aangewezen als hoofdstad. Aanvankelijk waren veel ministeries nog gevestigd in de kuststad, maar door de jaren heen zijn ze alle, op het Ministerie van Defensie na, verhuisd naar West-Jeruzalem. Ambassades zijn gevestigd in de agglomeratie van Tel Aviv. 
In 1950 is Tel Aviv samengegaan met Jaffa, als gemeente Tel Aviv-Jafo of Tel Aviv-Jaffa. Omliggende steden als Petach Tikwa, Ramat Gan en Holon zijn aan Tel Aviv vastgegroeid en samen vormen ze een agglomeratie van meer dan drie miljoen inwoners. In 1956 werd door samenvoeging van drie wetenschappelijke instituten de Universiteit van Tel Aviv gesticht, thans de grootste universiteit van Israël.
De stad trekt veel hightechbedrijven en profileert zich hiermee in de wereld. In 2012 werd de stad na Silicon Valley verkozen tot beste start-up plaats voor een nieuw ICT-bedrijf. Er worden veel wolkenkrabbers in de stad gebouwd, de hoogste is de 235 meter hoge Moshe Aviv Tower.

### Moord op premier Yitzhak Rabin
Op 4 november 1995 vond in Tel Aviv tijdens een vredesmanifestatie de moord plaats op de Israëlische premier Yitzhak Rabin. Hij werd vermoord door Yigal Amir, een joodse extremist. Rabin had in oktober 1994 samen met PLO-leider Yasser Arafat en minister Shimon Peres van buitenlandse zaken de Nobelprijs voor de Vrede ontvangen voor de vredesakkoorden in Oslo. Het plein waar de moord plaatsvond werd later omgedoopt tot Rabinplein.

### Andere geweldsincidenten
- 1975, 5 maart - PLO-terroristen uit Libanon voeren een gijzeling uit in het Savoy Hotel in Tel Aviv, waarbij uiteindelijk meer dan acht gegijzelden omkomen, elf gewonden vallen en drie Israëlische soldaten worden gedood
- 1994, 19 oktober - 22 doden bij een zelfmoordaanslag van Hamas op een bus in Tel Aviv.
- 1998, augustus - 21 gewonden bij een bomexplosie in Tel Aviv, waaronder een baby en een zwangere vrouw
- 2001, 1 juni - zelfmoordaanslag in een rij voor een discotheek in het oude Dolfinarium van Tel Aviv doodt 21 mensen. Hamas eiste de verantwoordelijkheid op.
- 2005, 25 februari - Buiten een nachtclub in de buurt van het strand van Tel Aviv blaast een Palestijnse terrorist zichzelf (en daarmee definitief het staakt-het-vuren) op met 10 kilogram aan explosieven. Meer dan vier personen worden gedood en 12 mensen raken gewond.
- 2005, 24 juli - Aan de grens van Israël met de Gazastrook vallen twee doden en vier gewonden als Palestijnse militanten een Israëlische auto beschieten. Eerder die dag was een Palestijnse terrorist opgepakt met een bomgordel die van plan was in Tel Aviv een aanslag te plegen. De incidenten werden gepleegd aan het einde van het bezoek van Amerikaanse minister Condoleezza Rice van Buitenlandse Zaken aan het Midden-Oosten.
- 2006, 17 april - Tien doden en zeventig gewonden door zelfmoordaanslag in Tel Aviv, Israël.
- 2016, 1 januari - Schietpartij
- 2016, 8 juni - Aanslag

## Cultuur en recreatie

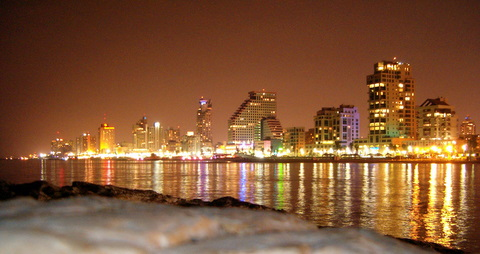
Kustlijn van Tel Aviv

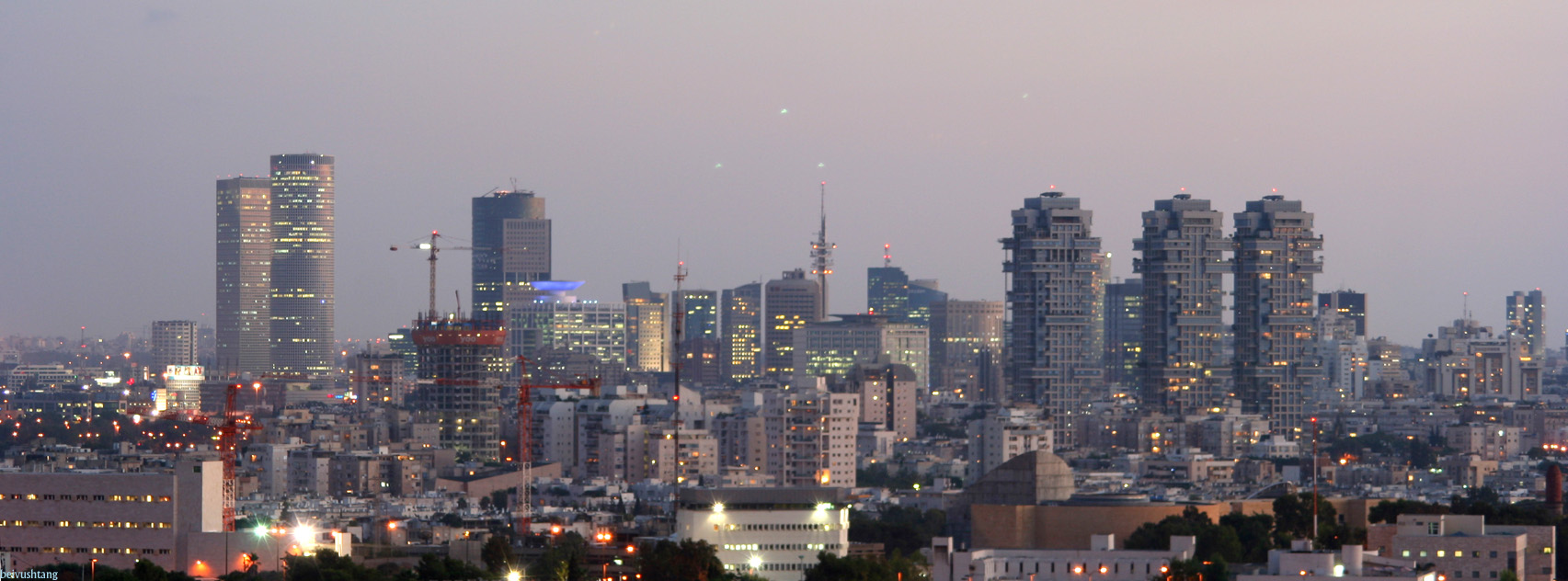
Tel Aviv

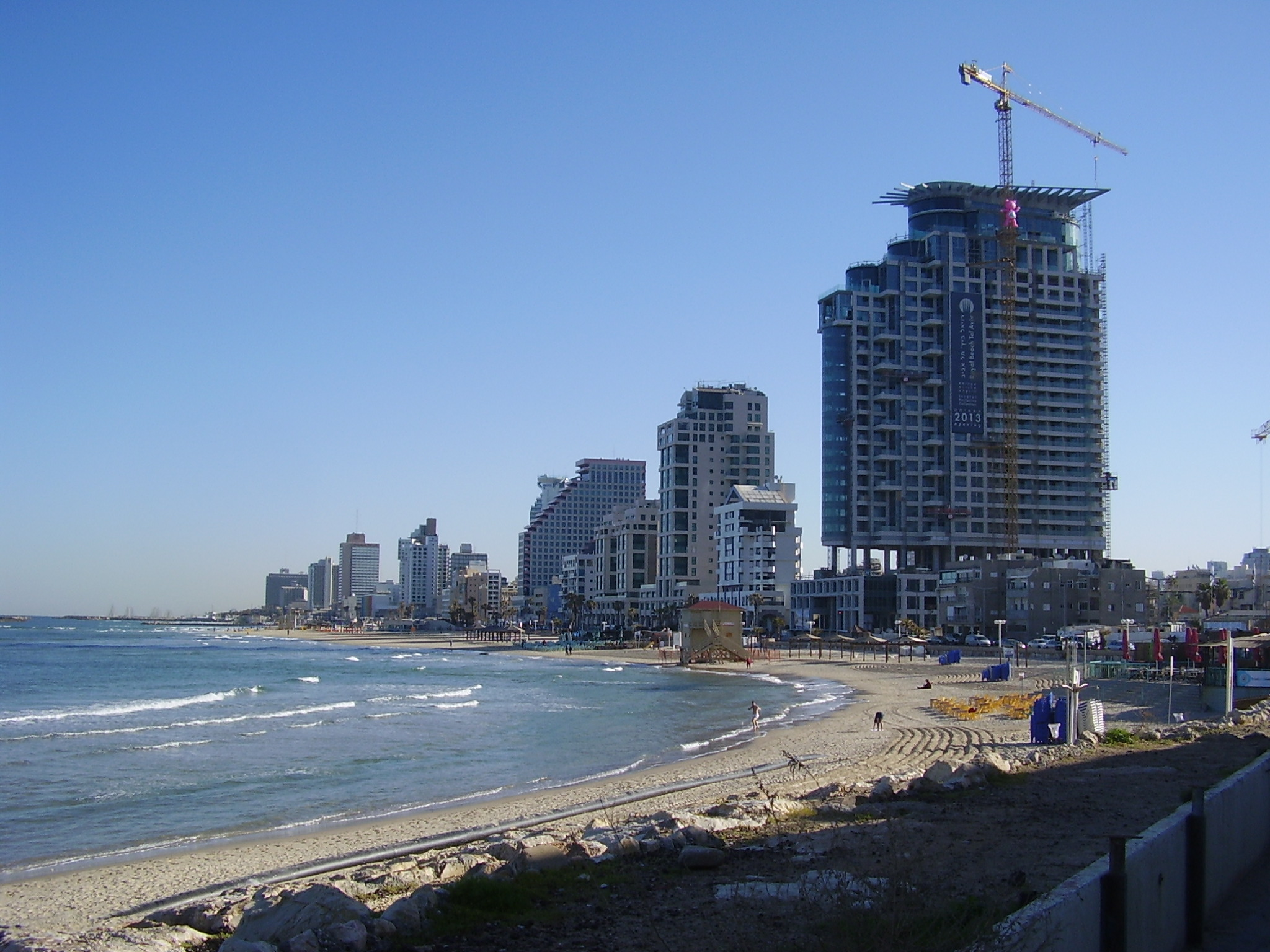
Strand

### Kunst en musea
Het belangrijkste kustmuseum is het Tel Aviv Museum of Art met de bijbehorende beeldentuin Lola Beer Ebner Sculpture Garden. Andere musea zijn het Bauhaus Center Tel Aviv en Beit Bialik, het voormalige woonhuis van de dichter Chajiem Nachman Bialik uit 1925. In Holon, iets ten zuiden van Tel Aviv, bevinden zich het Design Museum Holon en het Israeli Cartoon Museum.

### Uitvoerende kunsten
Van de 35 belangrijkste centra voor podiumkunsten in Israël bevinden er zich achttien in Tel Aviv, waaronder vijf van de grootste theaters van het land, met 55% van alle optredens en 75% van alle bezoekers. Het Tel Aviv Performing Arts Center is de thuisbasis van de Israëlische Opera, waar Plácido Domingo tussen 1962 en 1965 'huistenor' was, en het Cameri Theatre. Met 2.482 stoelen is het Heichal HaTarbut het grootste theater van de stad en de thuisbasis van het Israëlisch Filharmonisch Orkestt.

### Uitgaansleven; homocultuur
Tel Aviv staat bekend als homovriendelijke stad. De Amerikaanse website GayCities verkoos in 2012 Tel Aviv tot 'homostad van 2011', als opvolger van New York. In Tel Aviv wordt jaarlijks het grootse Gay Pride festival van Israël georganiseerd.

### Sport
Tel Aviv geldt als de belangrijkste sportstad van Israël. De stad heeft twee nationale topteams, Maccabi Tel Aviv en Hapoel Tel Aviv, waarvan basketbalvereniging Maccabi Tel Aviv BC op wereldniveau speelt. Tel Aviv is de enige stad met drie teams in de hoogste voetbaldivisie van Israël.
Sportvereniging Maccabi Tel Aviv werd opgericht in 1906 en strijdt in tien sporten. De basketbalafdeling heeft 46 keer het Israëlisch kampioenschap veroverd, 36 keer de nationale beker, en vijfmaal het Europees kampioenschap. Voetbalvereniging Maccabi Tel Aviv FC won achttien kampioenschappen, 22 keer de nationale beker, tweemaal de Israëlische Totocup en net zo vaak het Aziatisch kampioenschap. Een judoka van Maccabi's Judoclub, Yael Arad, won een zilveren medaille op de Olympische Spelen van 1992.
De sportvereniging Hapoel Tel Aviv werd opgericht in 1923 en is actief in elf sporten, waaronder Hapoel Tel Aviv basketbalclub (vijf Israëlische kampioenschappen, vier Israëlische bekers) en voetbalclub Hapoel Tel Aviv (dertien Israëlische kampioenschappen, elf Israëlische bekers, een Totocup en een Aziatisch kampioenschap), een kajakclub, vrouwenbasketbalclub en andere takken die altijd tussen de eersten op hun gebied zijn.
De voetbalvereniging Bnei Yehuda Tel Aviv (een keer kampioen, twee keer bekerwinnaar en twee keer Totocupwinnaar) is de enige voetbalclub in de hoogste divisie (Ligat Ha'al) die een wijk (Shechunat Hatikva) vertegenwoordigt en niet een stad. Shimshon Tel Aviv en Beitar Tel Aviv speelden ieder vroeger in de Eerste divisie en zijn samengegaan tot Beitar Shimshon Tel Aviv, dat in de derde divisie speelt (Liga Artzit). Ook Maccabi Yafo speelde vroeger in de Eerste divisie en nu in lagere divisies.
Er zijn twee roeiverenigingen actief in Tel Aviv. De Tel Aviv Rowing Club, opgericht in 1935 aan de oevers van de Jarkon, is de grootste roeivereniging van het land. Aan de kusten van Tel Aviv vinden matkotactiviteiten plaats (een Israëlisch strandtennis met houten rackets en lichte, rubberen balletjes).
Tel Aviv was in 2018 aankomstplaats van de in Haifa gestarte tweede etappe van de wielerkoers Ronde van Italië. Deze etappe werd gewonnen door Elia Viviani.

## Verkeer en vervoer

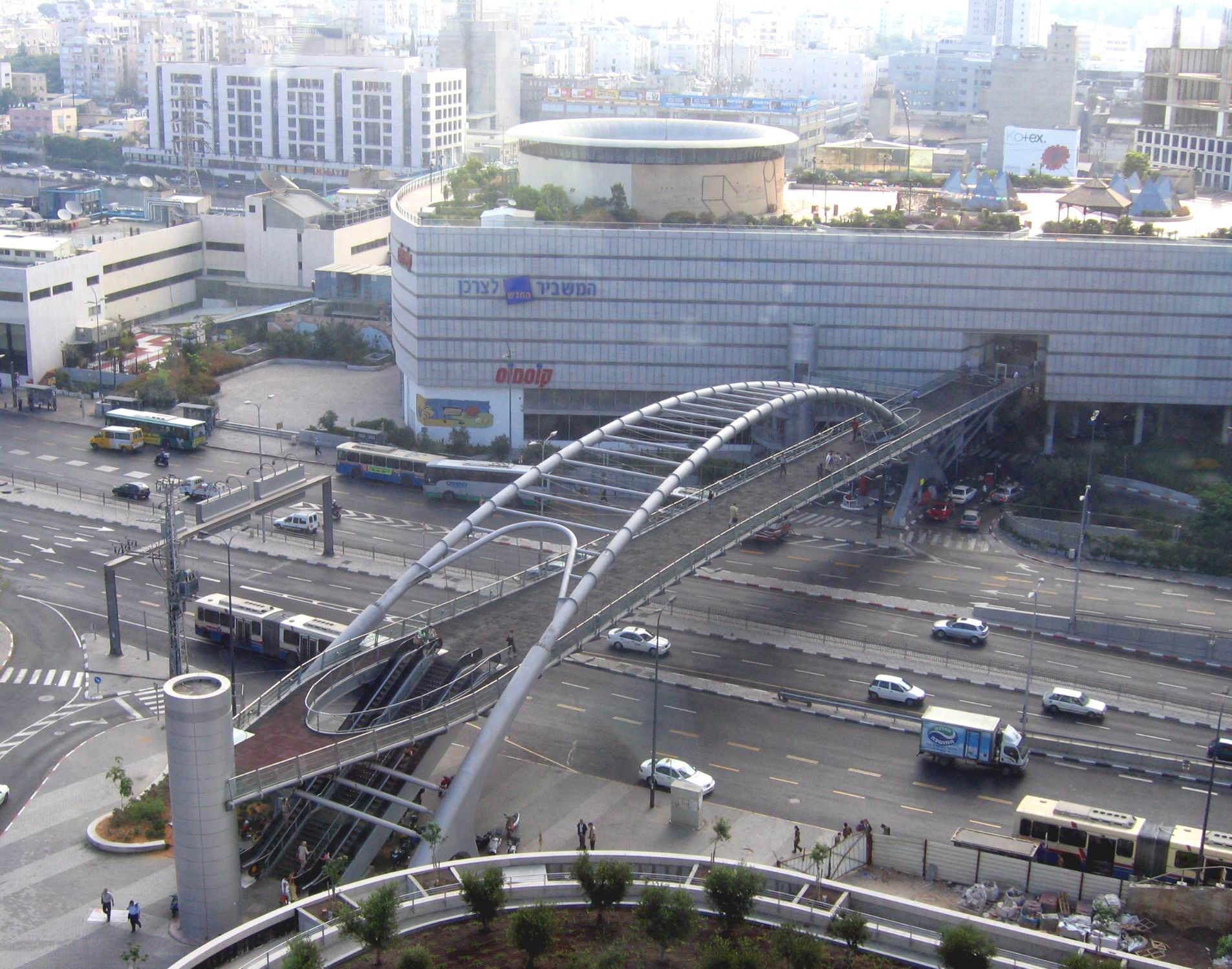
De nieuwe Kiryabrug naar het Azrielicentrum

Bij de stad ligt Luchthaven Ben-Gurion. Het is de belangrijkste en grootste luchthaven van het land. Daarnaast is er nog een kleinere luchthaven aanwezig die alleen maar binnenlandse vluchten afhandelt, Sde Dov. Tel Aviv telt meerdere treinstations. Station Tel Aviv Savidor Centraal is het drukste station van de stad. Andere stations zijn Tel Aviv Hahagana, Tel Aviv Hasjalom en Tel Aviv University. Voor het busvervoer in de agglomeratie Tel Aviv vormt het Centraal Busstation Tel Aviv een belangrijk knooppunt.

## Stedenbanden
- Almaty (Kazachstan)
- Amsterdam (Nederland), sinds 1993
- Barcelona (Spanje)
- Belgrado (Servië)
- Boedapest (Hongarije)
- Bonn (Duitsland)
- Buenos Aires (Argentinië), sinds 1958
- Cannes (Frankrijk)
- Chisinau (Moldavië)
- Essen (Duitsland)
- Frankfurt am Main (Duitsland), sinds 1980
- Gaza (Palestijnse Autoriteit)[bron?]
- Incheon (Zuid-Korea)
- İzmir (Turkije)
- Keulen (Duitsland)
- Łódź (Polen)
- Milaan (Italië)
- Moskou (Rusland), sinds 2000
- Peking (China)
- Philadelphia (Verenigde Staten)
- Sofia (Bulgarije)
- Toulouse (Frankrijk)
- Warschau (Polen)
- Wenen (Oostenrijk), sinds 2005
- Caïro (Egypte)[bron?]

## Galerij

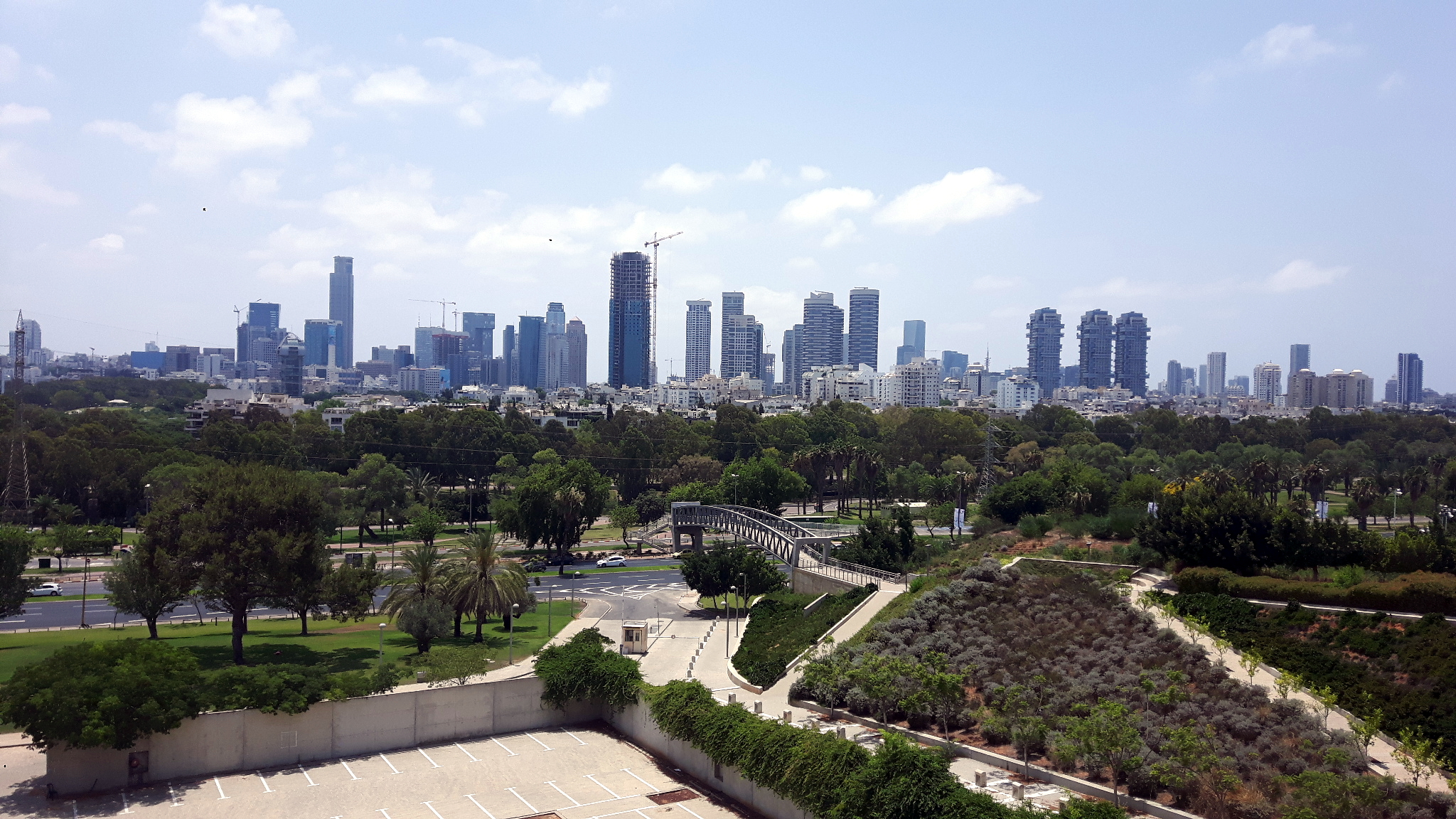
Tel Aviv vanaf het Yitzhak Rabin Center
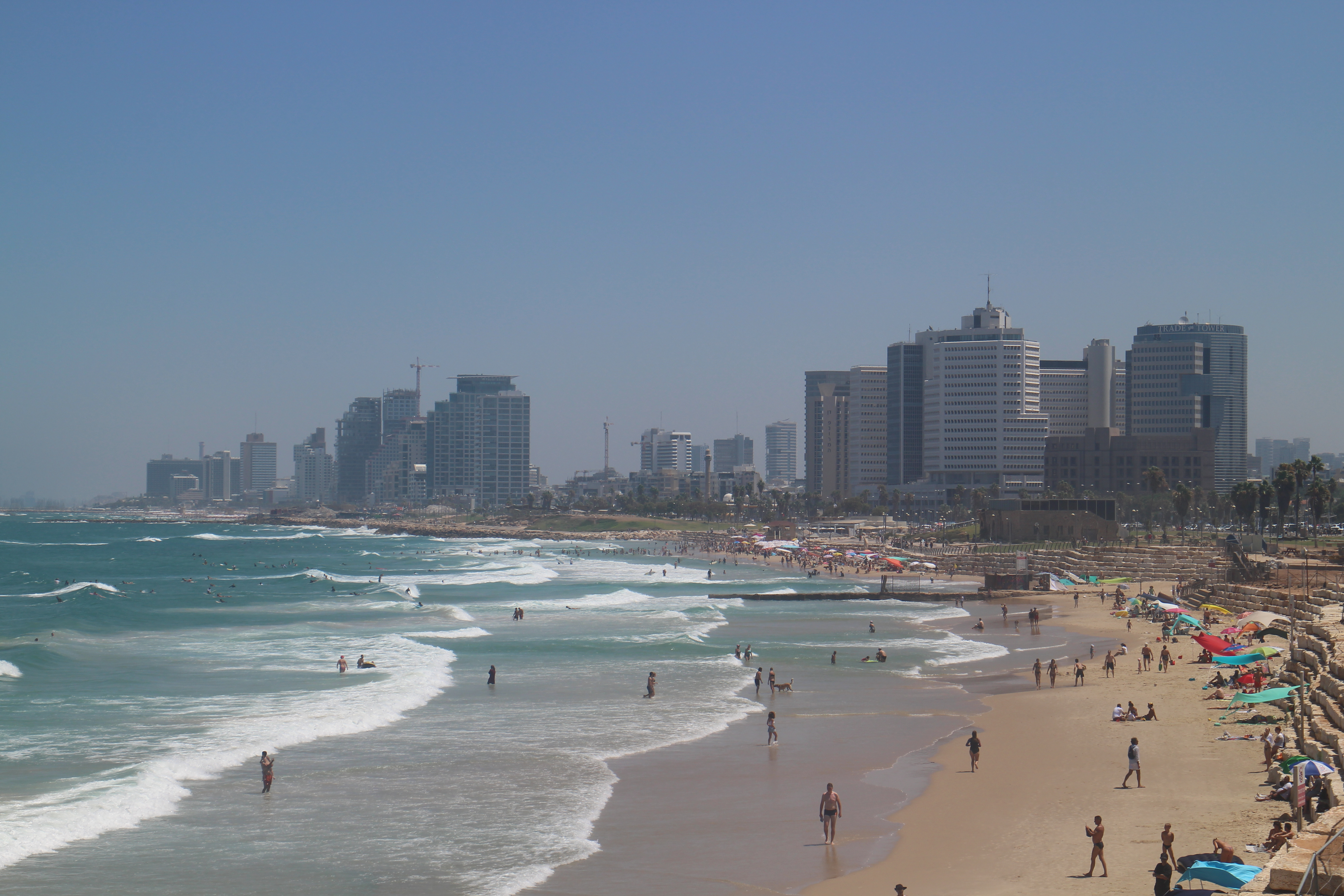
Strand
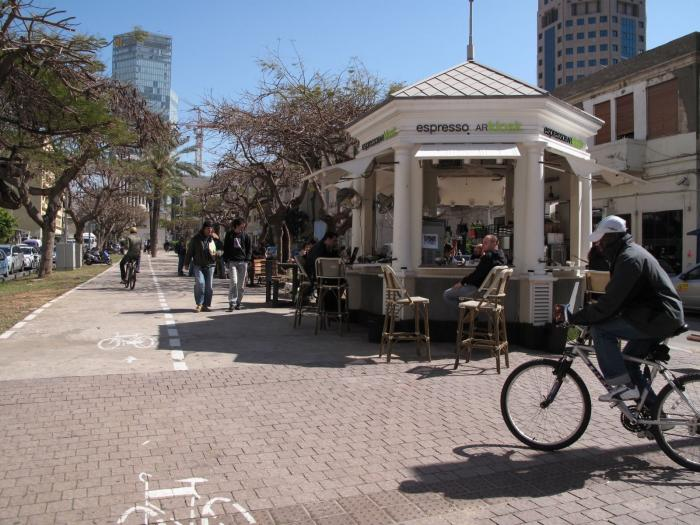
Rothschild-boulevard
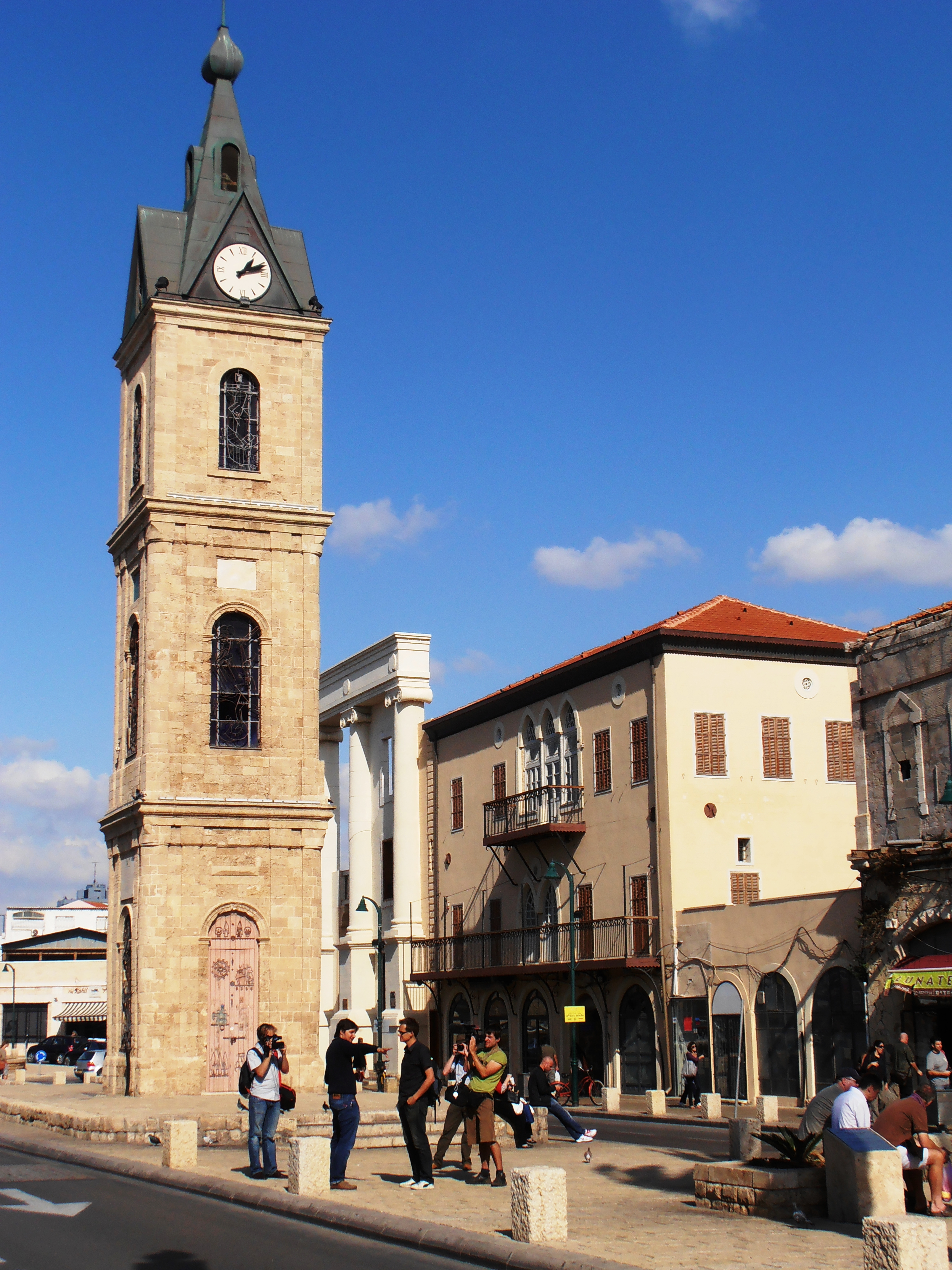
Jaffa
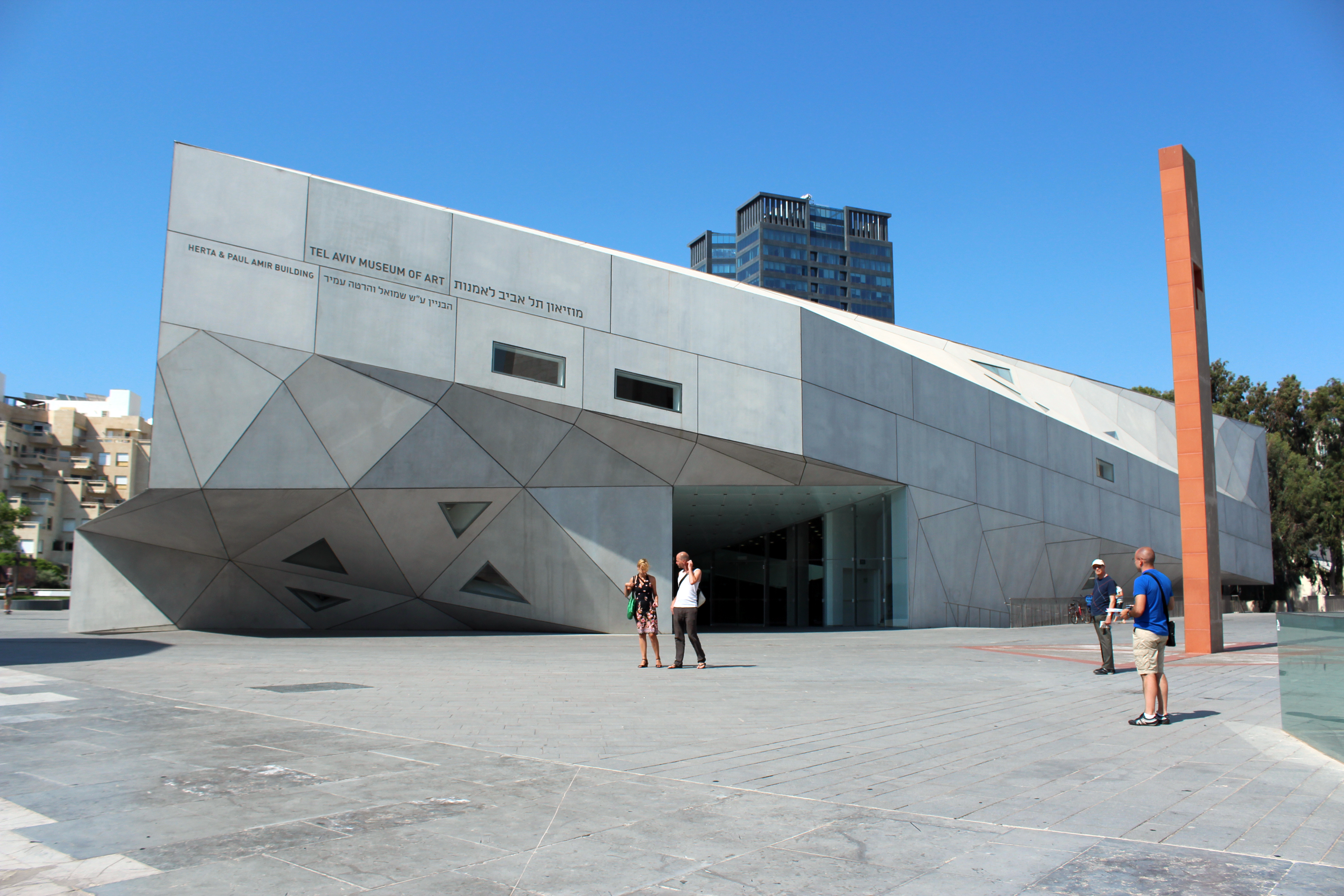
Kunstmuseum Tel Aviv
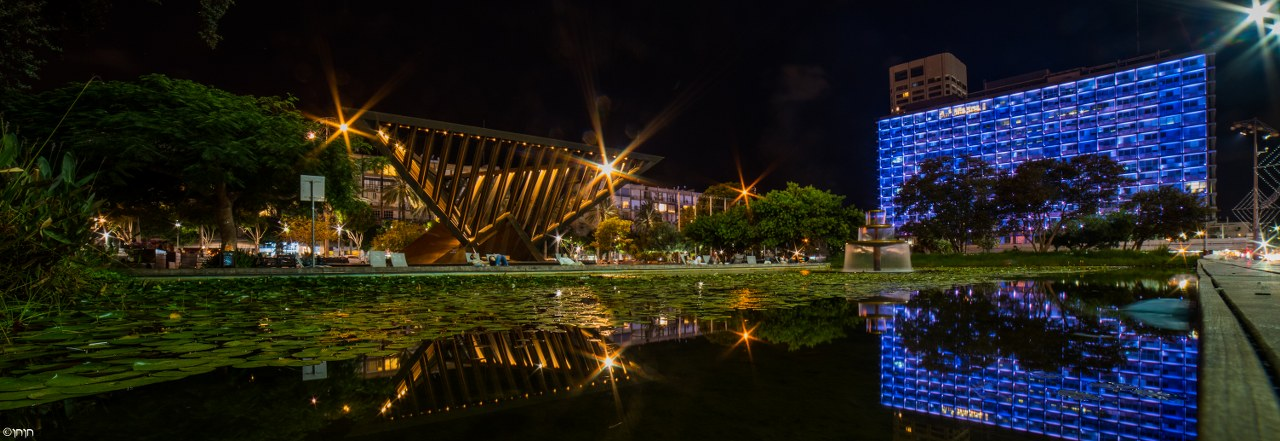
Rabinplein (Stadhuis Tel Aviv)
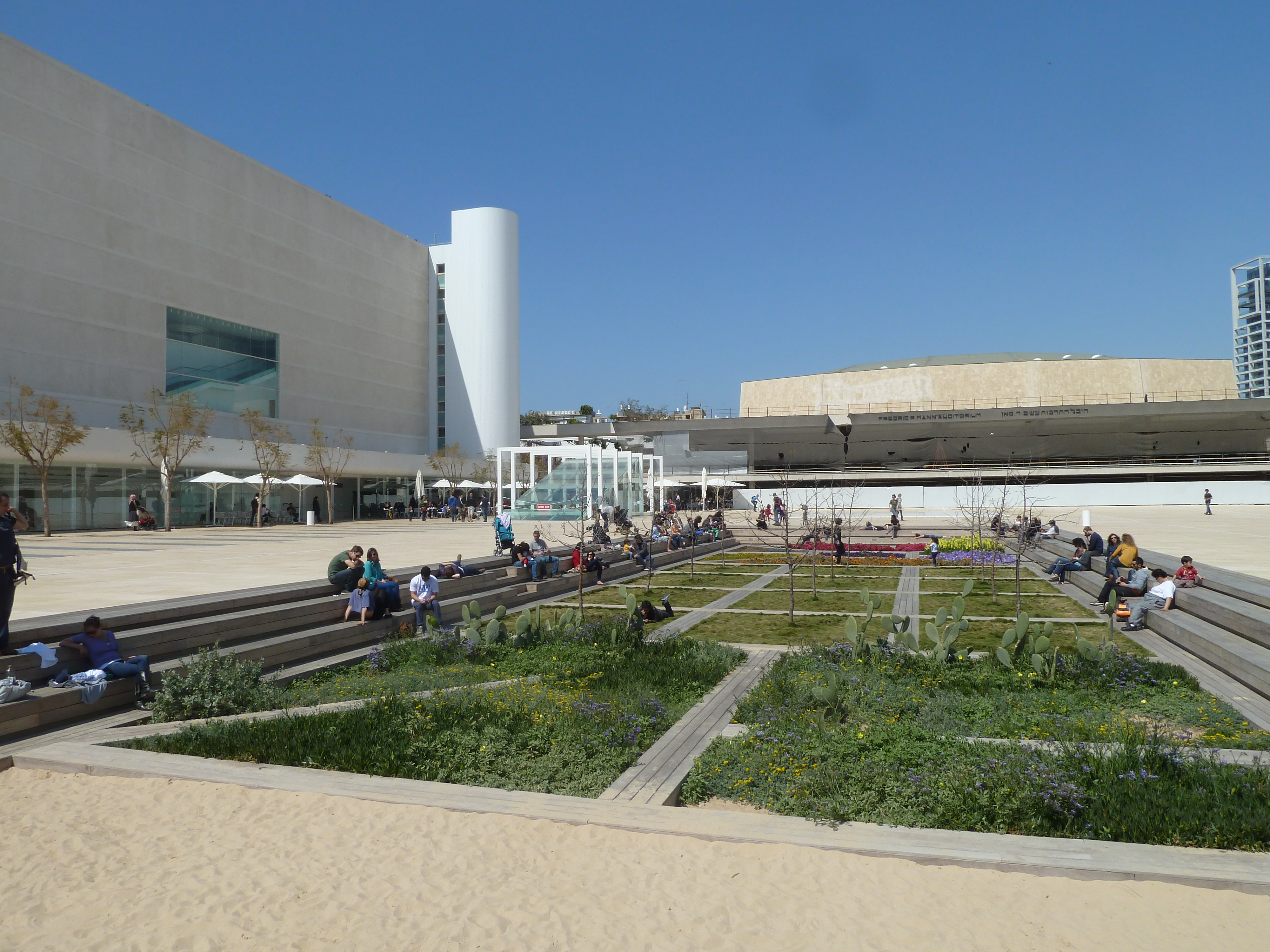
Habima-theater (het nationale theater)
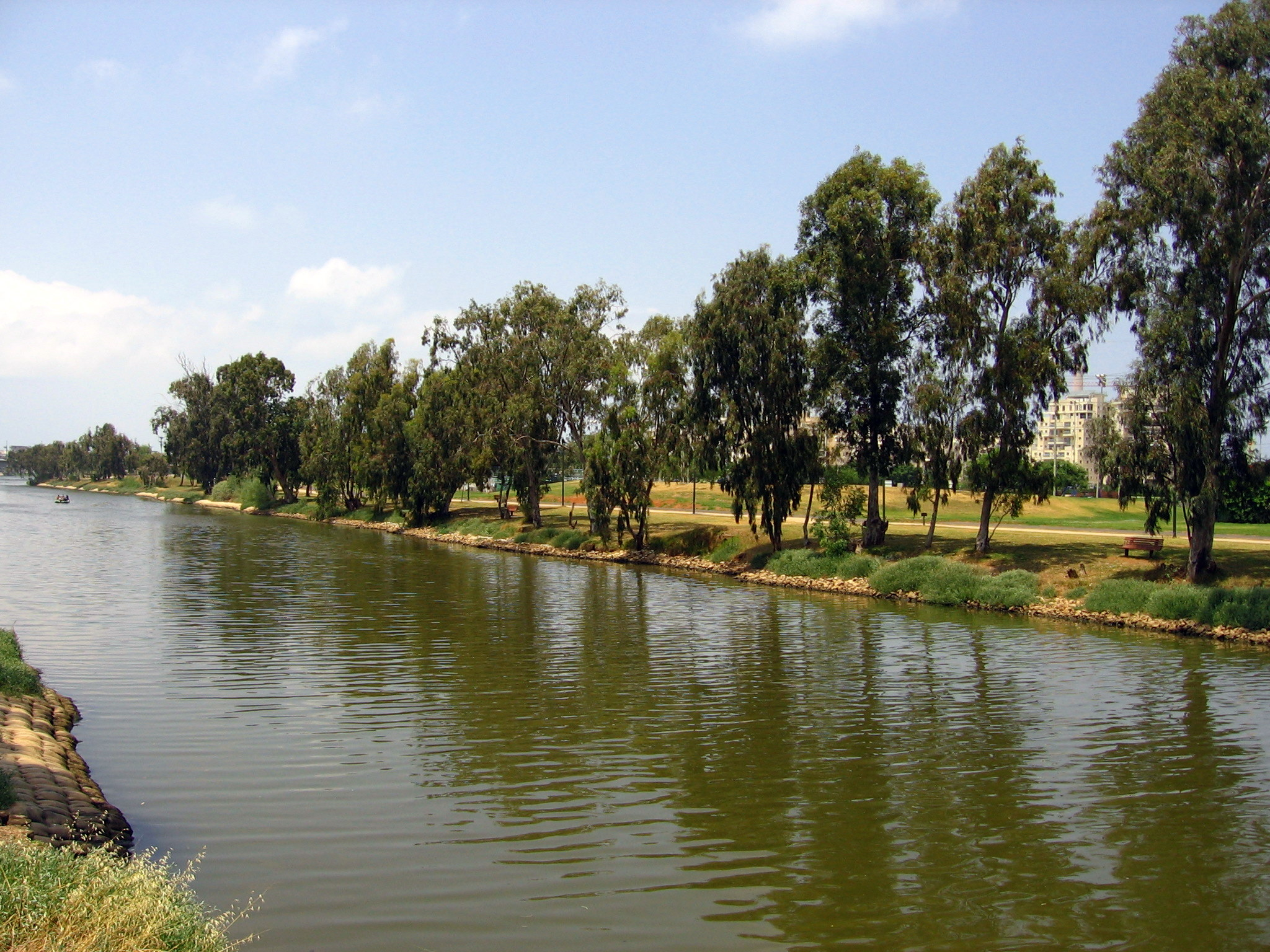
Jarkon-park
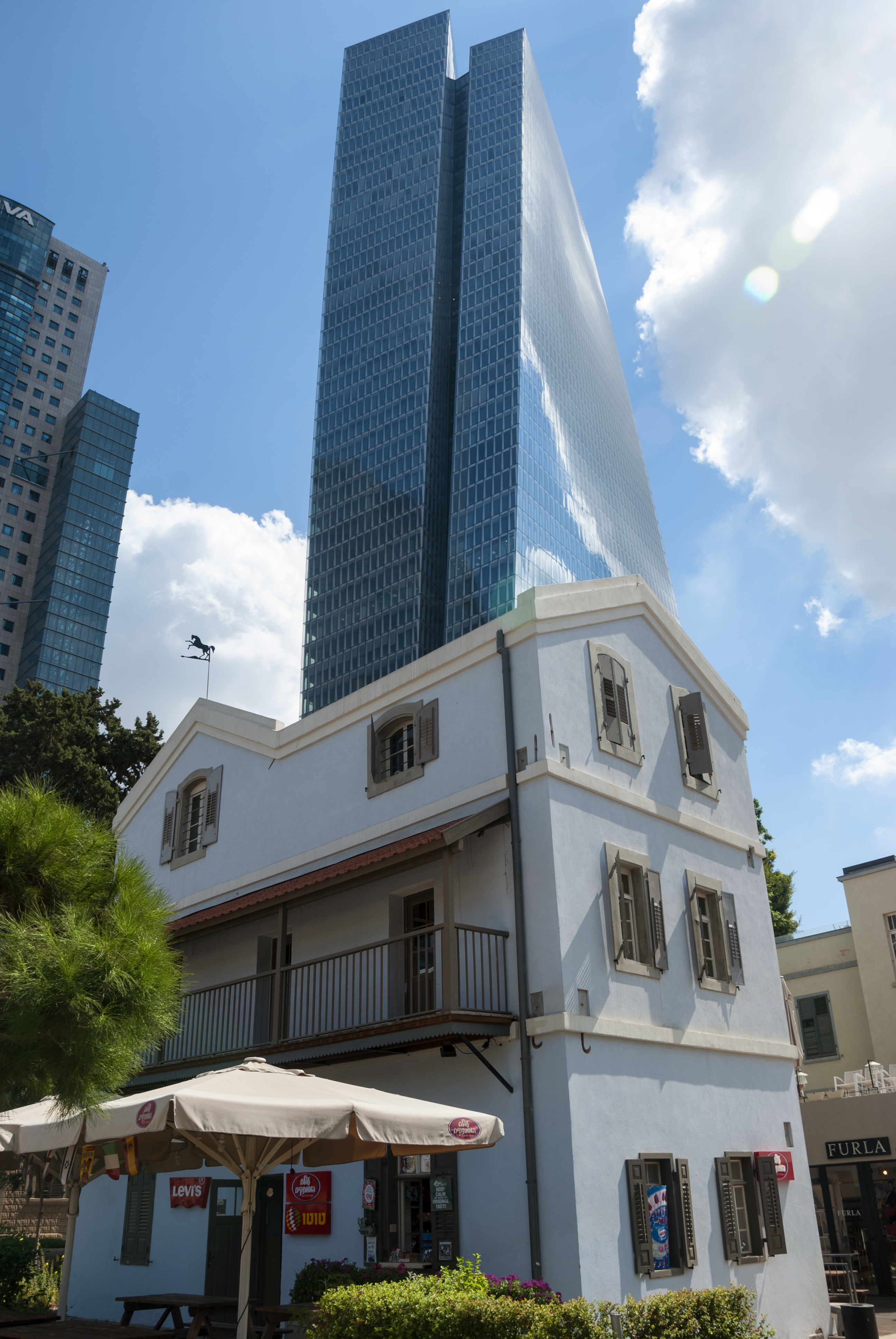
Sarona-markt